# Willem van Thienen
Willem van Thienen (Padang, 26 december 1859 – Den Haag 27 januari 1939) was een Nederlands organist.
Hij was zoon van Luitenant-kolonel Geneeskundige Dienst en arts te Batavia Gijsbertus Johannes van Thienen en Paulina Henriette Joanna Geertruida van der Jagt. Zijn broer Victor Emanuel van Thienen was eveneens organist. Hijzelf trouwde in 1898 met Sophia Marij Susanna Meijer uit Nederlands-Indië (Koedoes, Japara). Zoon Frithjof van Thienen was kunsthistoricus. Net als broer Victor werd Willem begraven op begraafplaats Jaffa.
Hij, blind geboren, verloor reeds op vijfjarige leeftijd zijn vader. Moeder en kinderen vertrokken daarop naar Nederland. Aangekomen in oktober 1864 kon hij vrijwel direct een plaats vinden aan het Blindeninstituut in Amsterdam. Vanaf 1868 kon hij zijn lessen orgelspel aldaar naar een hoger niveau tillen. Tussen 1874 tot 1880 had hij verder les van Joannes Alexander Klerk, organist van de Oude Kerk in Delft. Hij werd in 1880 diens opvolger in de Oude Kerk  (in 1905 vierde hij zijn 25-jarig jubileum). Anders dan zijn broer, die zich tot het orgel beperkt hield, gaf Willem leiding aan diverse koren (onder andere gemengd koor "Zanglust" en mannenkoor "Delftsche Nijverheid"), waarbij hij dan soms zijn broer weer inschakelde als begeleider. Omdat hij ook een vermoedelijke korte termijn zangles heeft gevolgd bij Johan Messchaert, kon hij ook als piano-, orgel- en zangleraar door het leven; hij was leraar van onder meer stempedagoge Branco van Dantzig .
Van hem zijn ook enkele composities bekend. Hij schreef onder andere een pianosonate (rond 1884 en onderscheiden door de NTV. Onder de door hem geschreven liederen bevinden zich Engel, Als ik oud zal zijn en In Nederland voor mannenkoor. Zijn werk dat het bekendst werd was zijn Ein Deutsches Requiem uit 1932, Van Thienen was liefhebber van de muziek van Johannes Brahms). Het kreeg na de première op 19 oktober 1933 zelden uitvoeringen, maar werd rond 1989 teruggevonden; Willem Blonk voerde het in 1989 en gebruikte het zo om twee jubilea te vieren, de componist was vijftig jaar dood en het koor Arti Varia bestond dertig jaar.
Willem van Thienen was ook actief bij de Nederlandse Blindenbond, zo hield hij er in 1896 een lezing over het "Onafhankelijkheidgevoel". Hij schreef ook enkele artikelen voor de Delftsche Courant en De Delver van Kunstkring Delft, waar hij erelid van was.
Voor zijn werkzaamheden werd hij benoemd tot ridder in de Orde van Oranje-Nassau en Huisorde van Oranje.